# Józef Plośko
Józef Plośko (en azerí: İosif Ploşko) era un arquitecto polaco de finales del siglo XIX y principios del siglo XX y autor de múltiples proyectos arquitectónicos en Bakú.

## Biografía

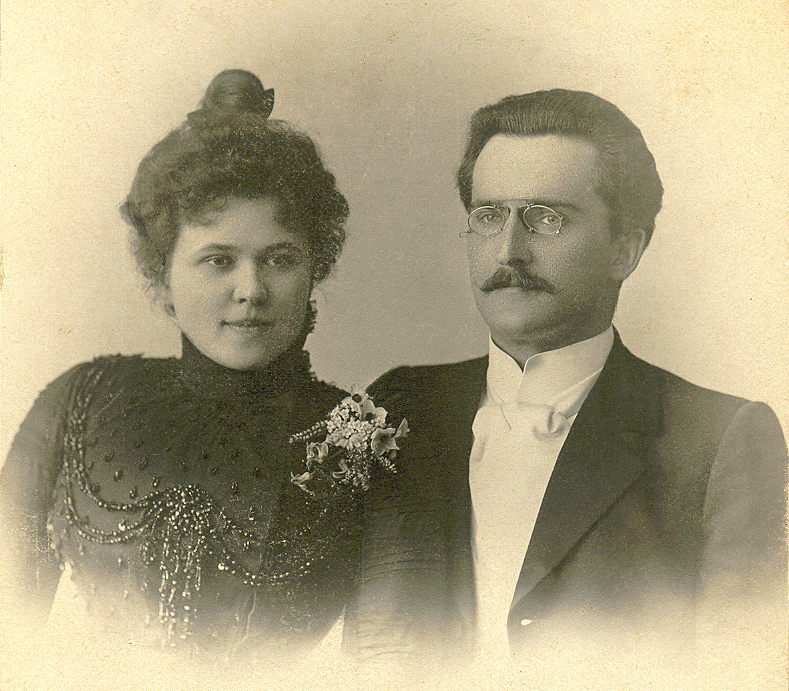
Józef Plośko con su esposa Sabina Vladislavovna Plośko en Bakú, en 1903

Józef Plośko nació en 1867 en Polonia. Estudió en la Academia Imperial de las Artes. Después de la graduación de la universidad en 1895, Plośko fue a Kiev. Después de dos años de trabajar en Kiev fue a Bakú por la invitación de otro arquitecto polaco - Józef Gosławski.

## Vida en Bakú
Plośko fue el arquitecto del millonario Musa Naghiyev, pero Murtuza Mukhtarov, Nuri Amiraslanov, Rylskis - una familia polaca rica y otros también fueron entre sus clientes. En 1907 Plośko construyó un edificio a la memoria del hijo de Agha Musa Naghiyev. El Palacio Ismailiyya en basado del Palacio Ducal de Venecia fue primer trabajo independiente de Plośko en Bakú. Este edificio se convirtió en uno de los conjuntos arquitectónicos principales de la ciudad. Ahora alberga el Presidium de la Academia Nacional de Ciencias de Azerbaiyán.
Plośko construyó el edificio del Teatro de títeres de Bakú en 1908, el cual fue inicialmente utilizado como el cine "Phenomenon".

## Los últimos años de su vida
Plośko se quedó en Bakú después de la Revolución de Octubre, trabajó como ingeniero con Ziverbey Ahmadbeyov - otro famoso arquitecto del país. En 1925, después de treinta años de vivir en Azerbaiyán, fue a Varsovia.

## Galería

Los edificios construidos por Józef Plośko
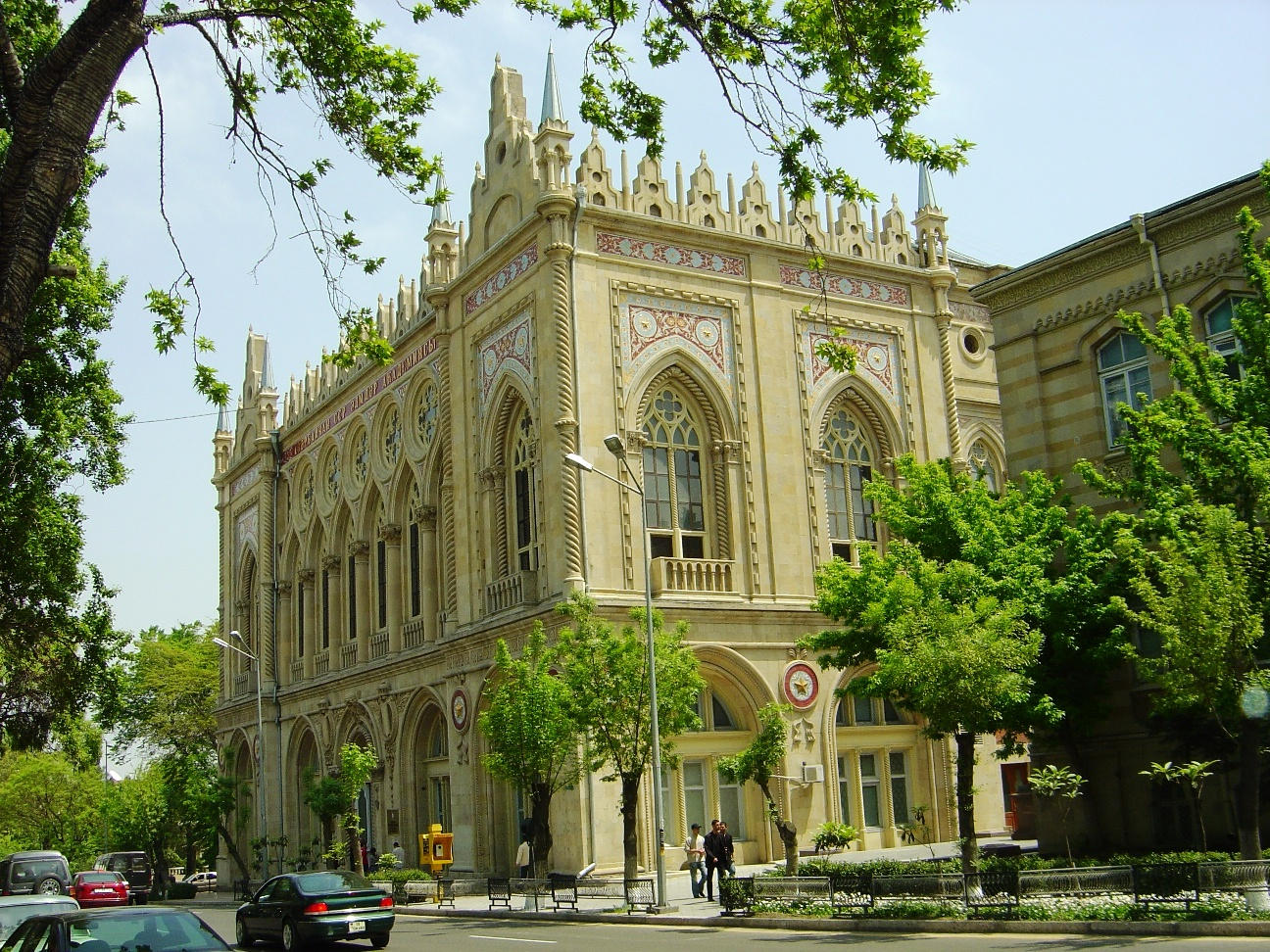
Palacio Ismailiyya en Bakú
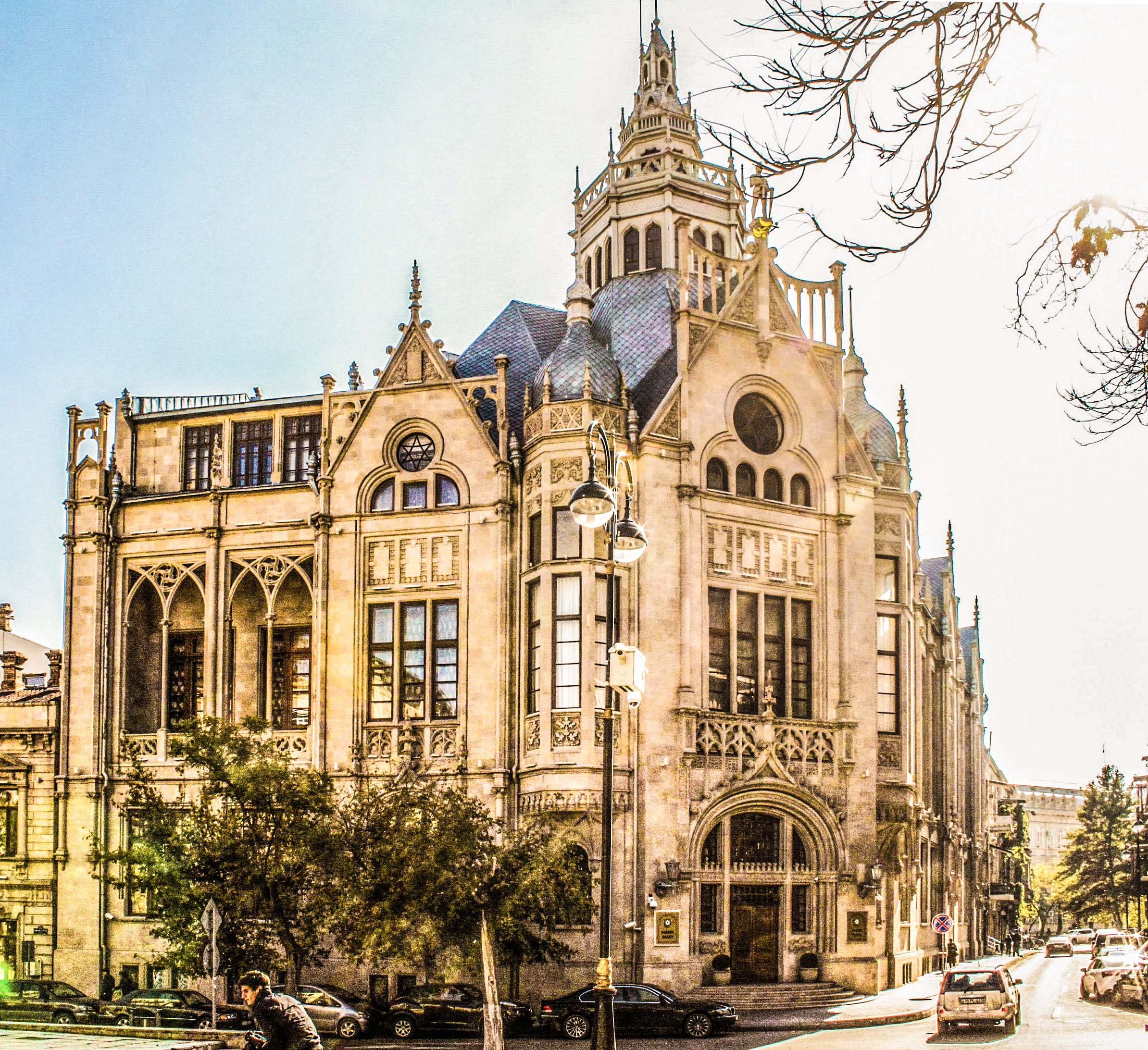
Palacio Felicidad en Bakú
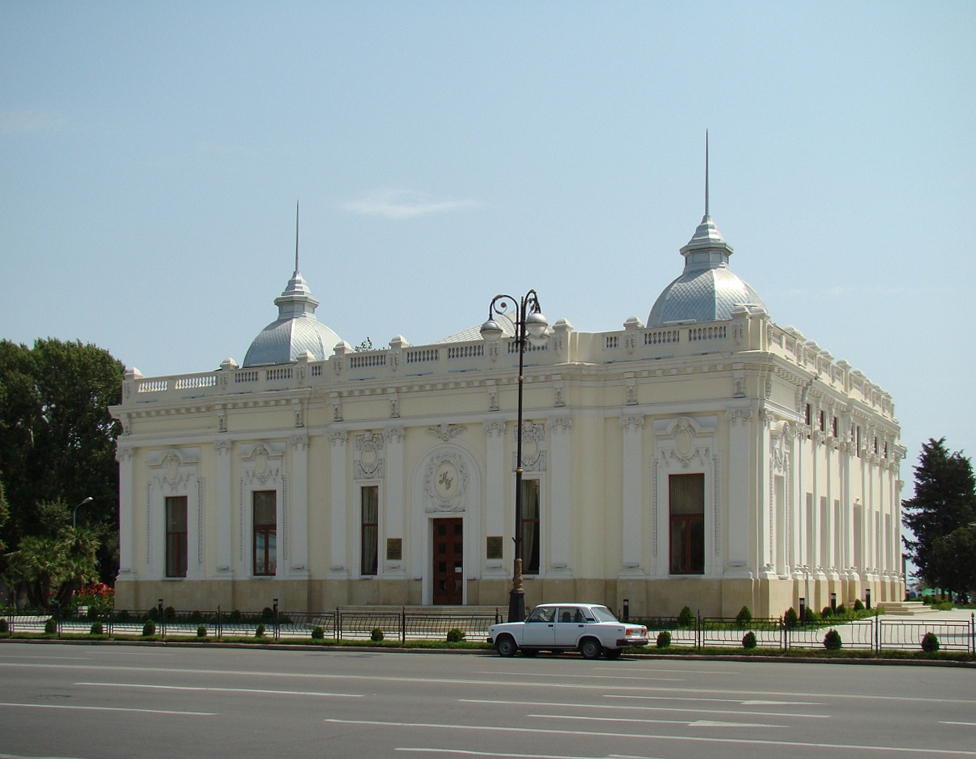
Teatro de títeres de Bakú
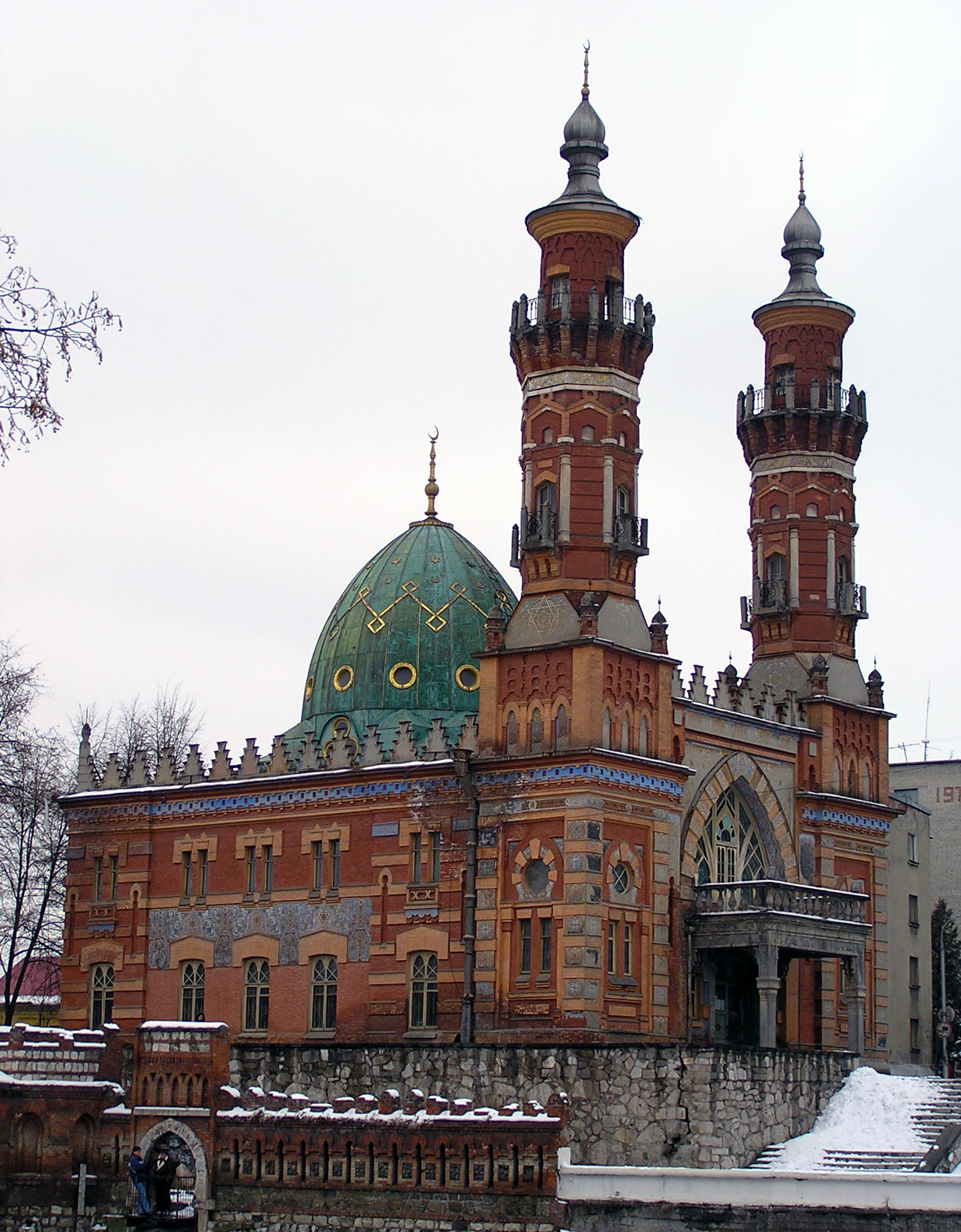
Mezquita Mukhtarov en Vladikavkaz
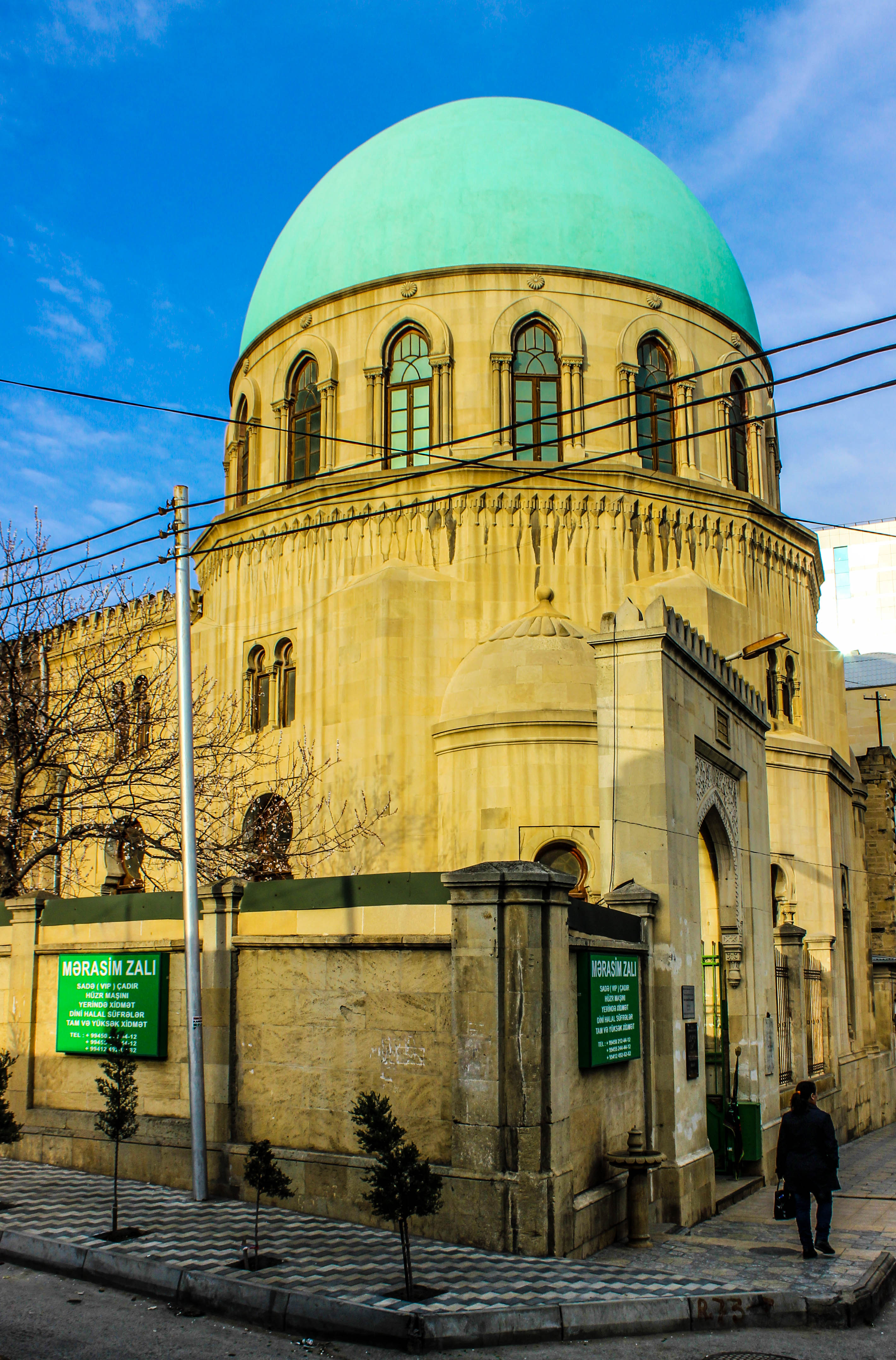
Mezquita Hacı Sultanəli en Bakú
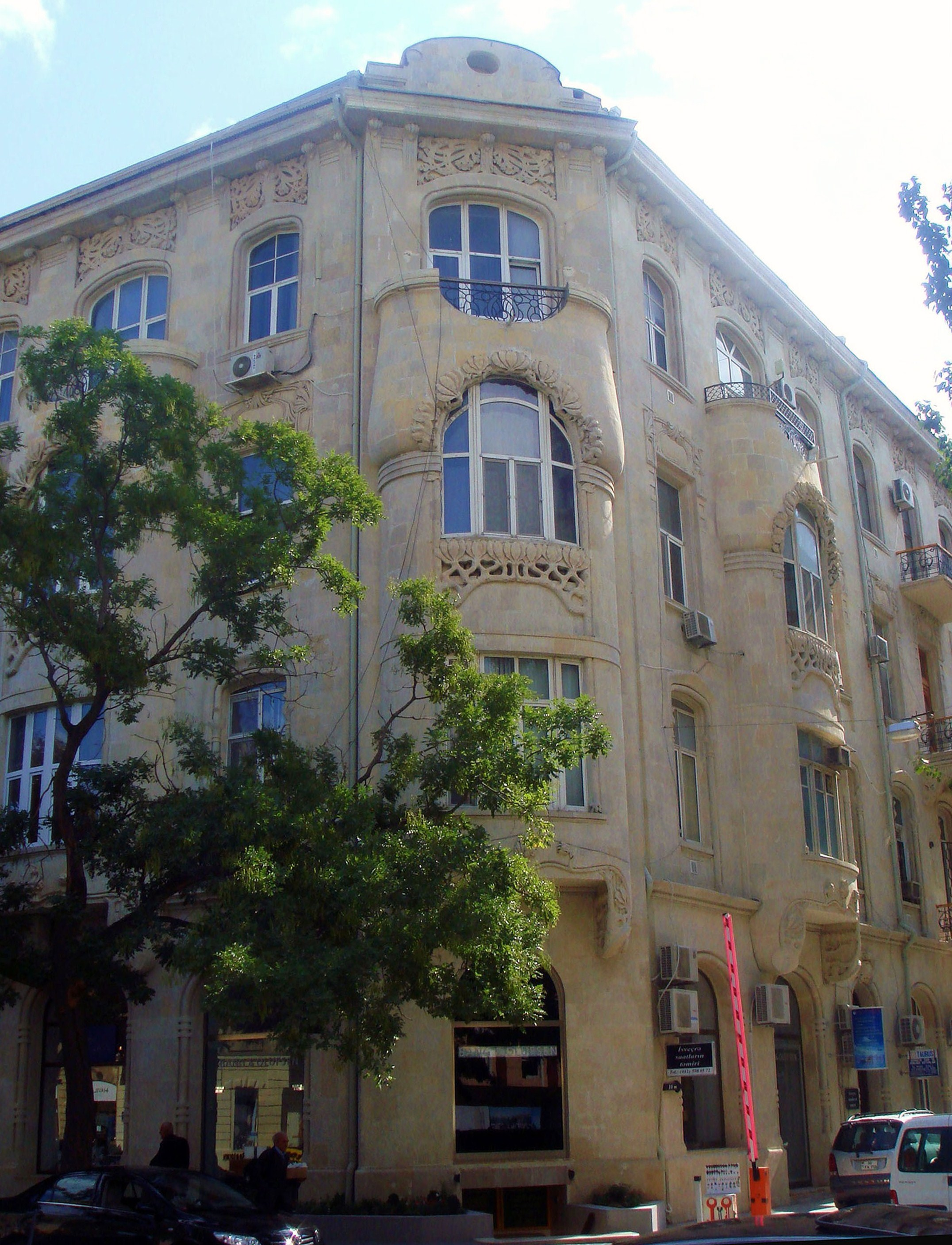
Casa de Naghiyev en Bakú
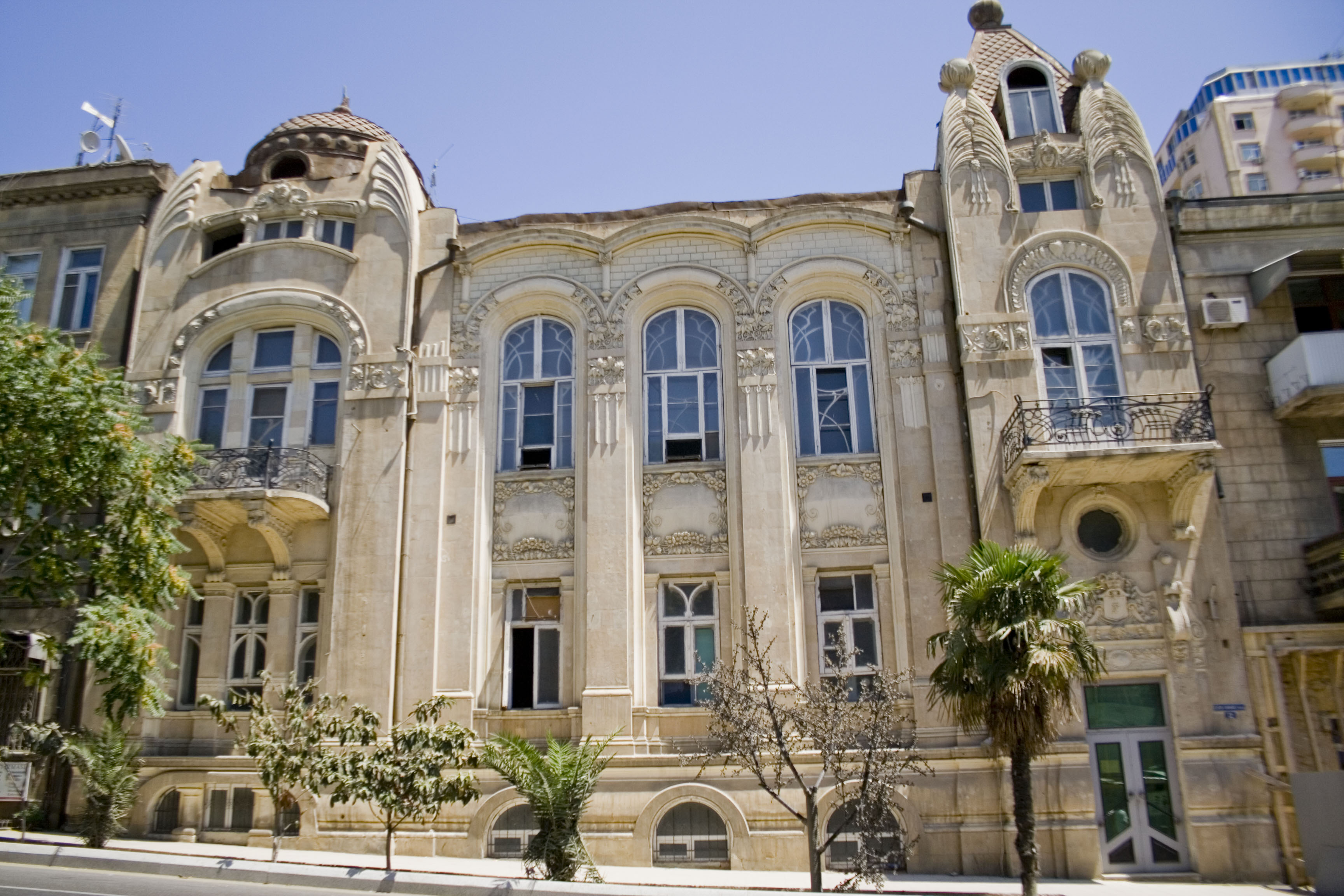
Mansión de Kerbalayi Israfil Hajiyev en Bakú
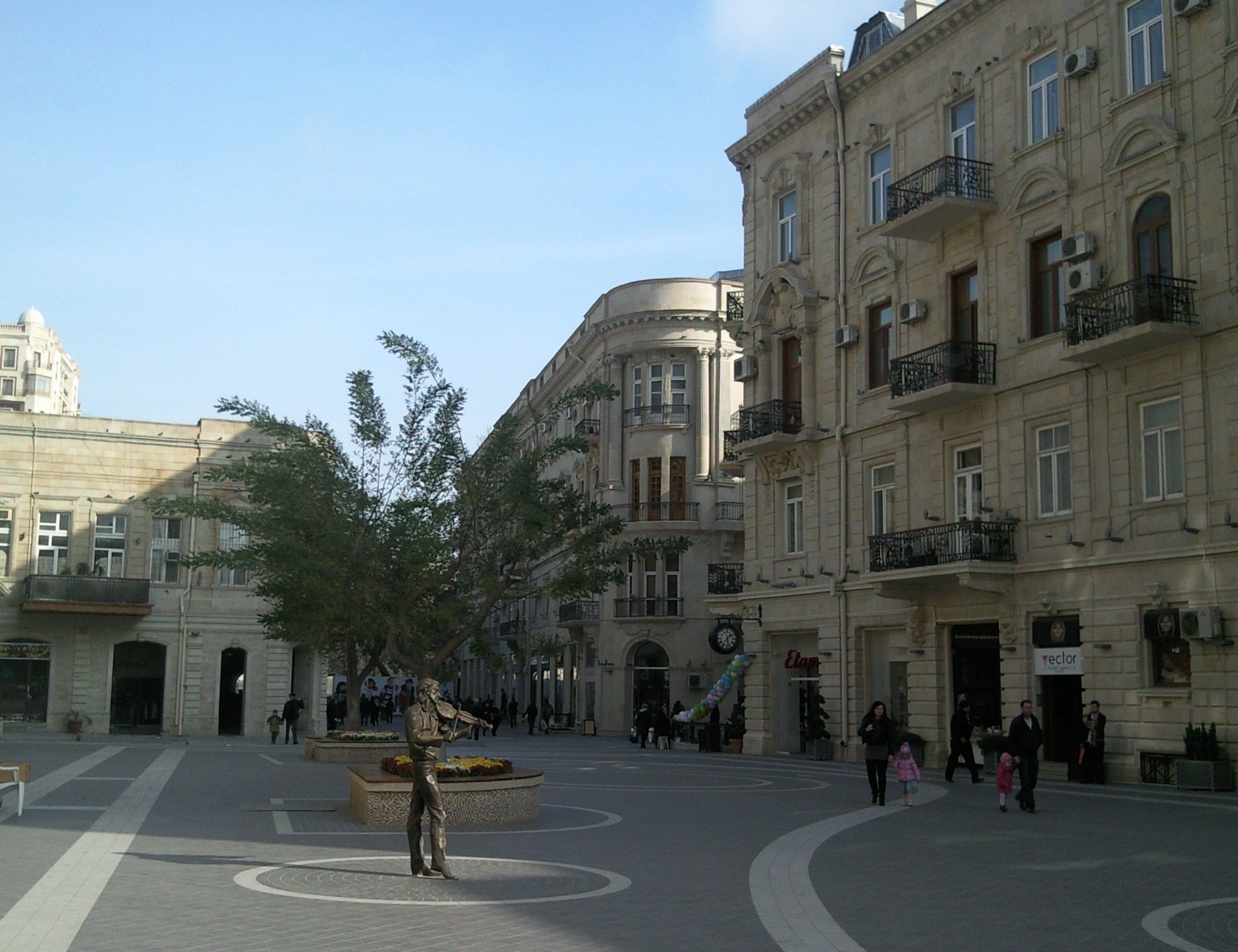
Casa de Musa Naghiyev en Bakú
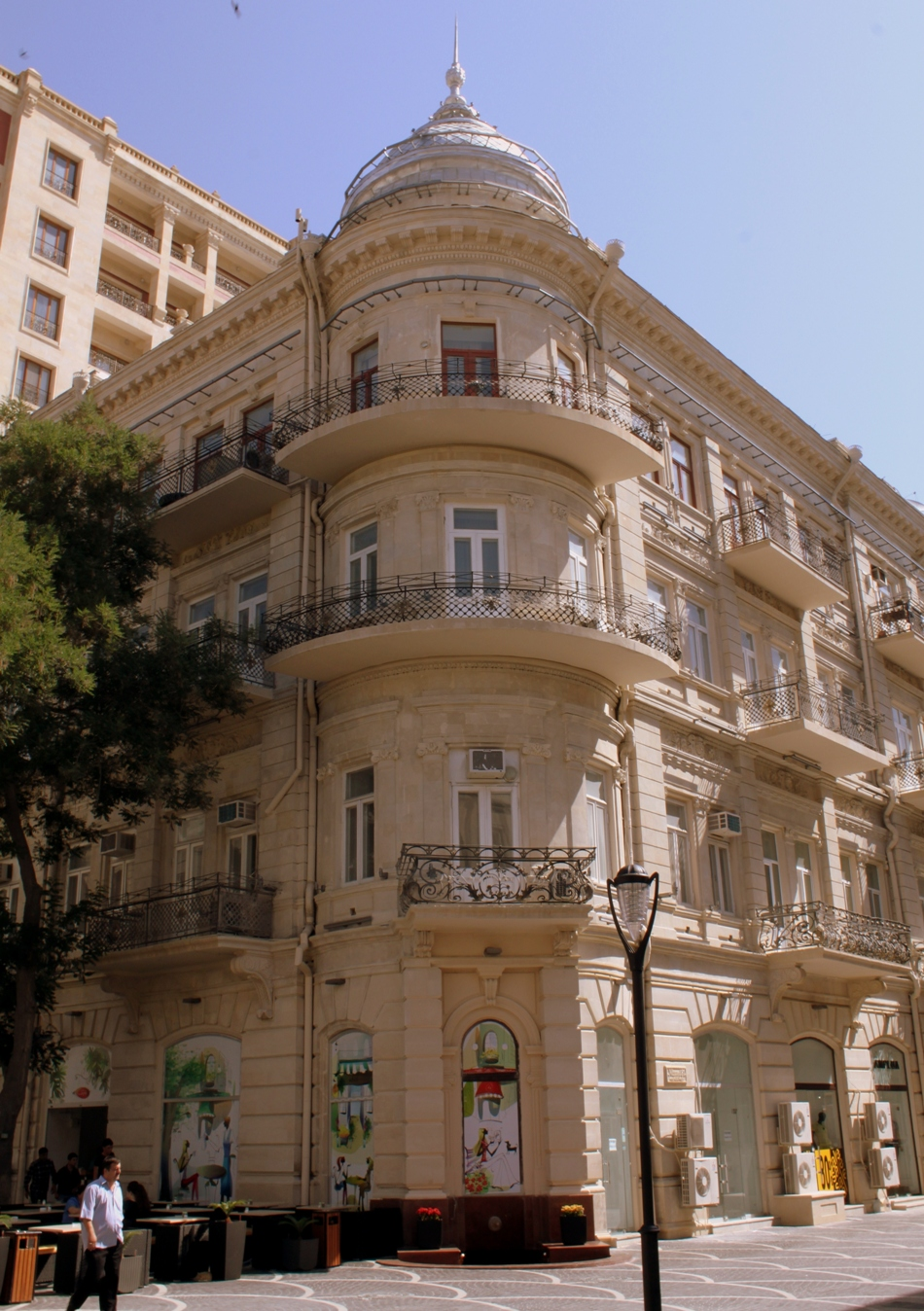
Casa residencial en Bakú
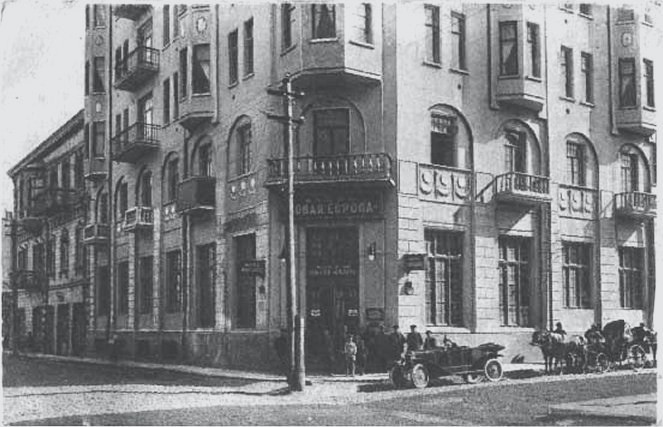
Hotel “New Europe” en Bakú
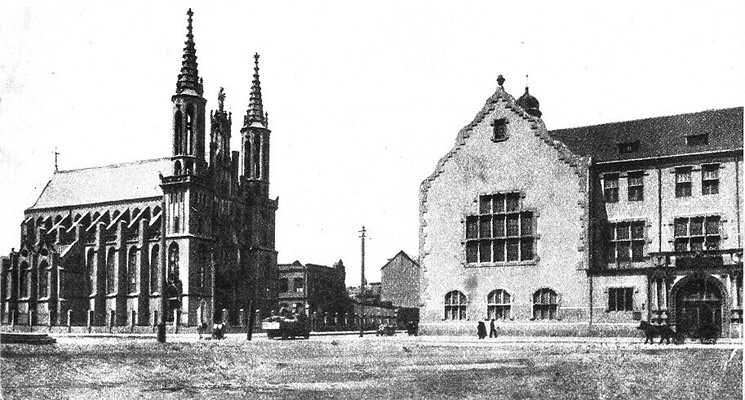
Iglesia de la Inmaculada Concepción en Bakú
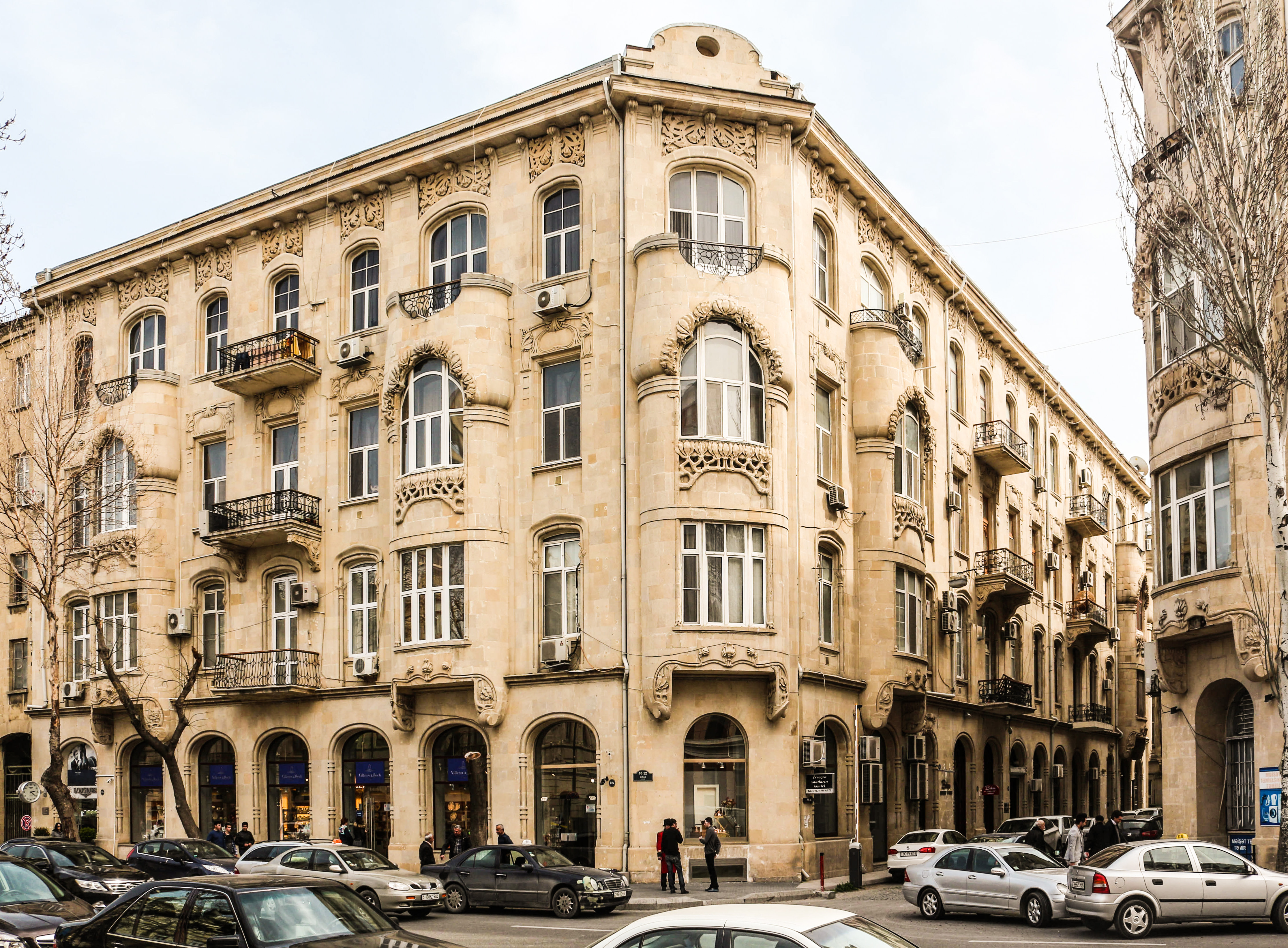
Casa de Musa Naghiyev en Bakú
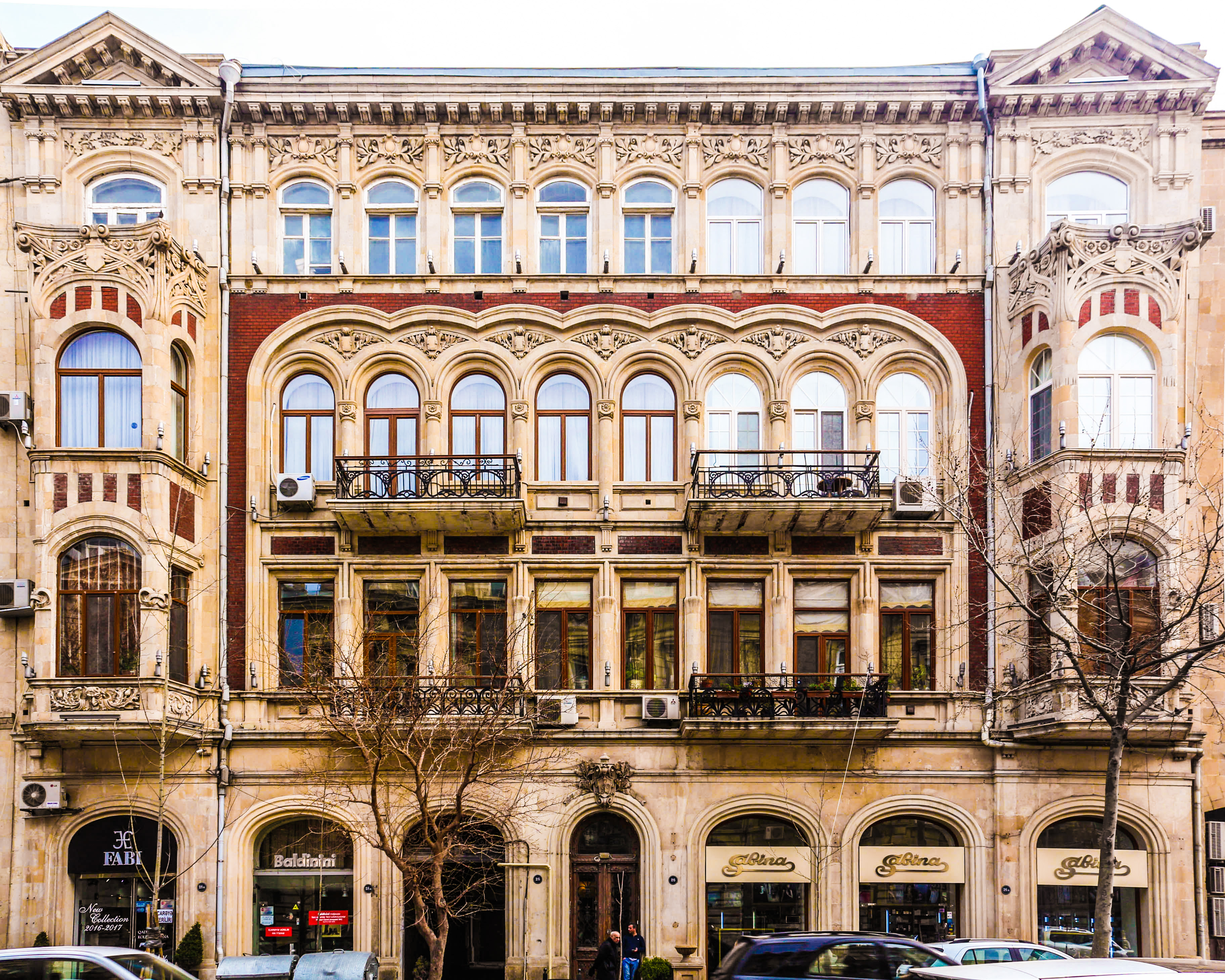
Casa de Musa Naghiyev en Bakú
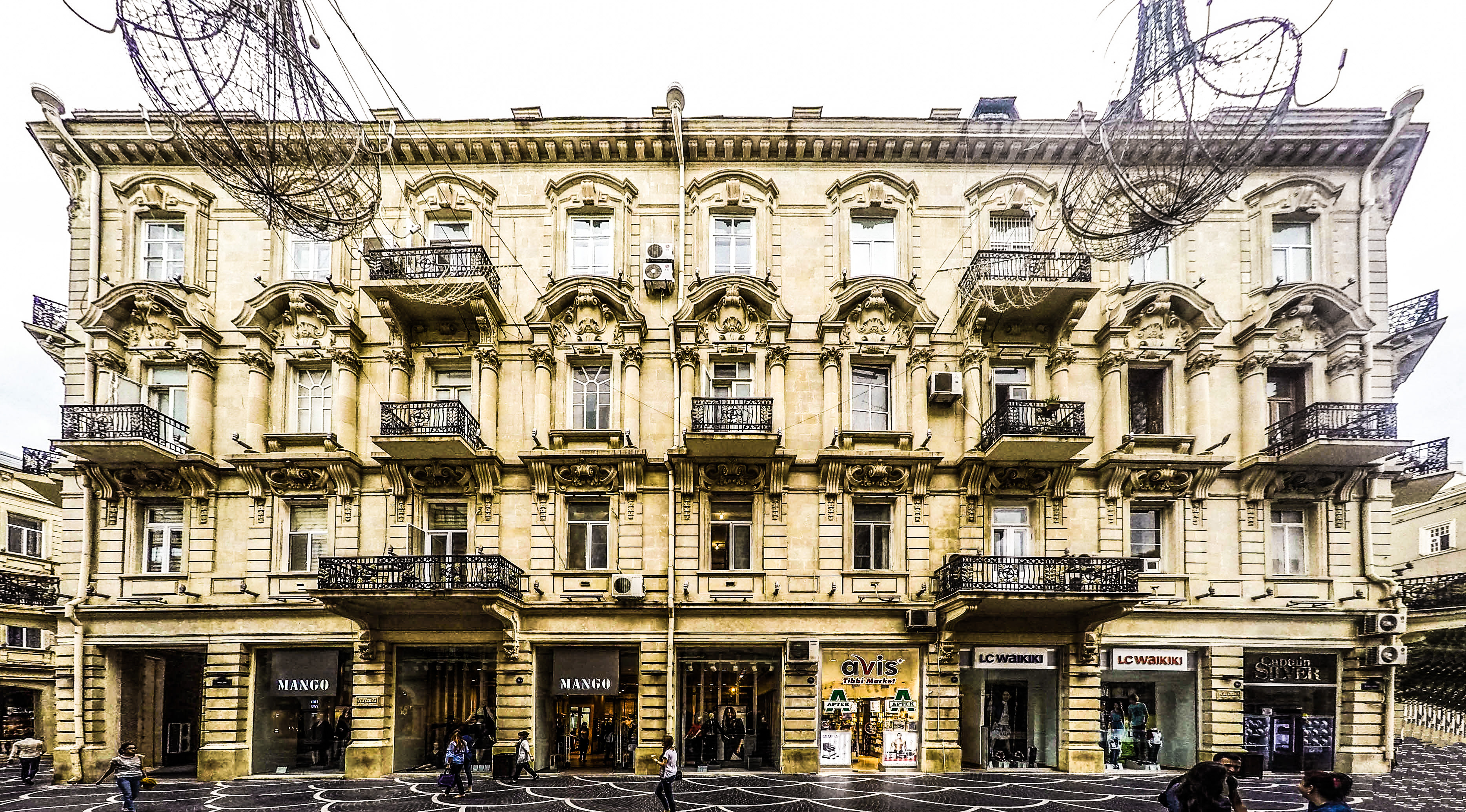
Casa de Musa Naghiyev en Bakú
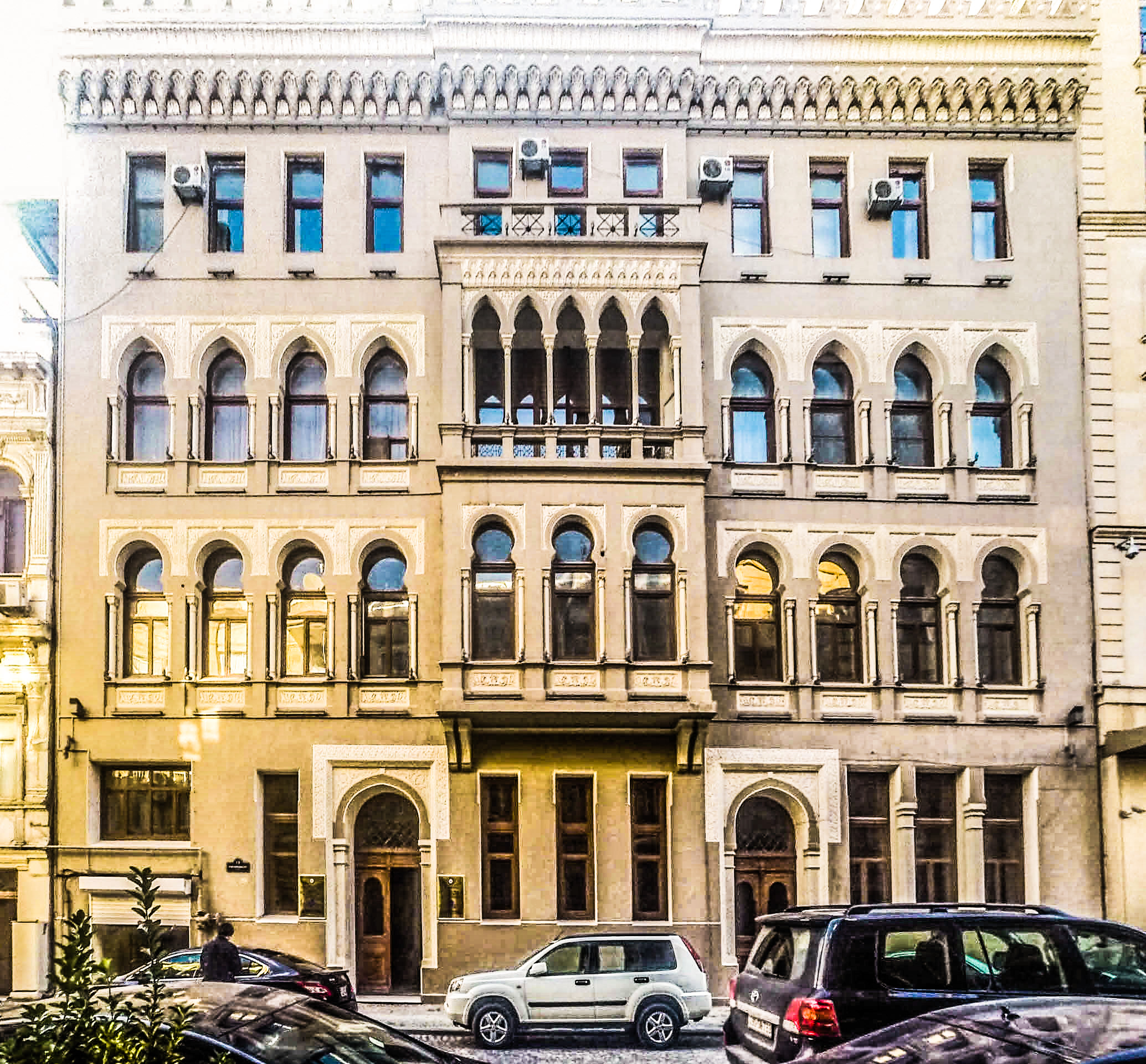
Edificio en Bakú